# Tioestry

Wzór ogólny tioestrów kwasów karboksylowych

Tioestry – organiczne związki chemiczne, siarkowe analogi estrów.

## Tioestry kwasów karboksylowych
Tioestry kwasów karboksylowych mają ogólny wzór R−S−C(=O)R' (gdzie R i R' to dowolne grupy organiczne). Mogą one powstawać w wyniku reakcji tioli z kwasami karboksylowymi, podobnie jak estry w wyniku reakcji alkoholi z kwasami karboksylowymi w obecności czynników kondensujących (np. DCC)

R−SH + HOC(=O)R' → R−S−C(=O)R' + H2O

## Tionoestry
Tionoestry są związkami izomerycznymi do tioestrów (które dla odróżnienia bywają nazywane tioloestrami); w związkach tych atom siarki zajmuje pozycję niewiążącą, np. R−O−C(=S)R' lub (R−O)3P=S. Tionoestry kwasów karboksylowych można otrzymać w reakcji alkoholi z chlorkami tioacylowymi:
lub przez siarkowanie estrów, np. odczynnikiem Lawessona ("LR"):
R−O−C(=O)R' + LR → R−O−C(=S)R'
Tiolofosforany pod wpływem temperatury lub katalizatorów mogą ulegać przegrupowaniu do tionofosforanów:
X2P(=O)SR → X2P(=S)OR
Tioestrowe analogi oligonukleotydów (tiofosforany oligonukleotydów,(NuO)2P(=S)O−) wykazują znacznie większą niż natywne fosforany odporność na hydrolizę nukleazami i są wykorzystywane w terapii antysensowej.